# Nathan Patterson
Nathan Kenneth Patterson (Glasgow, 16 ottobre 2001) è un calciatore scozzese, difensore dell'Everton e della nazionale scozzese.

## Carriera

### Club

#### Rangers
Cresciuto nelle giovanili dei Rangers, entra nella prima squadra a fine dicembre 2019. Fa il suo debutto nei professionisti in Scottish Cup il 17 gennaio 2020 nella vittoria contro lo Stranraer. Nella stessa stagione debutta anche in Europa League nella gara di ritorno degli ottavi di finale, il 6 agosto 2020 nella sconfitta contro il Bayer Leverkusen. Debutta in campionato la stagione successiva il 22 agosto 2020 entrando come sostituto all'86° nella vittoria contro il Kilmarnock. Il 25 gennaio 2021 estende il proprio contratto con il club sino al 2024. Segna la sua prima rete da professionista il 25 febbraio seguente, nella gara di ritorno dei sedicesimi di finale di Europa League contro l'Anversa (vinta per 5-2), segnando il momentaneo 2-1.

#### Everton
Il 4 gennaio 2022 viene acquistato dall'Everton per 16 milioni di sterline, cifra record per il club scozzese.
Nei primi sei mesi con il Club, scende in campo per soli 45 minuti, contro i semi-professionisti del Boreham Wood in FA Cup, a causa di un infortunio che lo costringe ad operarsi e a rimanere indisponibile fino a giugno. All'inizio della stagione 2022-2023, però, il suo ruolo nei Toffees cambia: in concomitanza con l'infortunio del capitano del Club, l'irlandese Séamus Coleman, gioca da titolare tutte le partite della pre-season e fa il suo debutto in Premier League, il 6 agosto 2022, contro il Chelsea.

### Nazionale
Ha giocato nelle nazionali giovanili scozzesi Under-17 ed Under-18.
Il 5 settembre 2019 ha esordito nella nazionale Under-19, con cui ha disputato 6 partite e realizzato 1 gol.
L'8 settembre 2020, invece, ha esordito nella nazionale Under-21 contro Lituania, partita valida per le qualificazioni all'Europeo Under-21 2021.
Il 19 maggio 2021 viene convocato per la prima volta dalla nazionale maggiore, figurando tra i 26 convocati per Euro 2020. Il 6 giugno seguente esordisce con la selezione scozzese nell'amichevole vinta 0-1 contro il Lussemburgo.
Il 12 novembre 2021 segna la sua prima rete con la nazionale maggiore nella partita vinta 0-2 in casa della Moldavia, valida per le qualificazioni ai Mondiali 2022.

## Statistiche

### Presenze e reti nei club
Statistiche aggiornate al 25 maggio 2025.
| Stagione        | Squadra         | Campionato      | Campionato | Campionato | Coppe nazionali | Coppe nazionali | Coppe nazionali | Coppe continentali | Coppe continentali | Coppe continentali | Altre coppe | Altre coppe | Altre coppe | Totale | Totale |
| Stagione        | Squadra         | Comp            | Pres       | Reti       | Comp            | Pres            | Reti            | Comp               | Pres               | Reti               | Comp        | Pres        | Reti        | Pres   | Reti   |
| --------------- | --------------- | --------------- | ---------- | ---------- | --------------- | --------------- | --------------- | ------------------ | ------------------ | ------------------ | ----------- | ----------- | ----------- | ------ | ------ |
| 2019-2020       | Rangers         | SP              | 0          | 0          | SC+CdL          | 1+0             | 0               | UEL                | 1                  | 0                  | -           | -           | -           | 2      | 0      |
| 2020-2021       | Rangers         | SP              | 7          | 0          | SC+CdL          | 2+0             | 1+0             | UEL                | 5                  | 1                  | -           | -           | -           | 14     | 2      |
| 2021-gen. 2022  | Rangers         | SP              | 6          | 0          | SC+CdL          | 0+2             | 0+0             | UCL+UEL            | 0+3                | 0                  | -           | -           | -           | 11     | 0      |
| Totale Rangers  | Totale Rangers  | Totale Rangers  | 13         | 0          |                 | 5               | 1               |                    | 9                  | 1                  |             | -           | -           | 27     | 2      |
| gen.-giu. 2022  | Everton         | PL              | 0          | 0          | FA+CdL          | 1+0             | 0               | -                  | -                  | -                  | -           | -           | -           | 1      | 0      |
| 2022-2023       | Everton         | PL              | 19         | 0          | FA+CdL          | 0+2             | 0               | -                  | -                  | -                  | -           | -           | -           | 21     | 0      |
| 2023-2024       | Everton         | PL              | 20         | 0          | FACup+CdL       | 2+4             | 0               | -                  | -                  | -                  | -           | -           | -           | 26     | 0      |
| 2024-2025       | Everton         | PL              | 10         | 0          | FACup+CdL       | 1+0             | 0               | -                  | -                  | -                  | -           | -           | -           | 11     | 0      |
| 2025-2026       | Everton         | PL              | 0          | 0          | FACup+CdL       | 0+0             | 0               | -                  | -                  | -                  | -           | -           | -           | 0      | 0      |
| Totale Everton  | Totale Everton  | Totale Everton  | 49         | 0          |                 | 10              | 0               |                    | -                  | -                  |             | -           | -           | 59     | 0      |
| Totale carriera | Totale carriera | Totale carriera | 62         | 0          |                 | 15              | 1               |                    | 9                  | 1                  |             | -           | -           | 86     | 2      |

### Cronologia presenze e reti in nazionale
| Cronologia completa delle presenze e delle reti in nazionale ― Scozia | Cronologia completa delle presenze e delle reti in nazionale ― Scozia | Cronologia completa delle presenze e delle reti in nazionale ― Scozia | Cronologia completa delle presenze e delle reti in nazionale ― Scozia | Cronologia completa delle presenze e delle reti in nazionale ― Scozia | Cronologia completa delle presenze e delle reti in nazionale ― Scozia | Cronologia completa delle presenze e delle reti in nazionale ― Scozia | Cronologia completa delle presenze e delle reti in nazionale ― Scozia |
| Data                                                                  | Città                                                                 | In casa                                                               | Risultato                                                             | Ospiti                                                                | Competizione                                                          | Reti                                                                  | Note                                                                  |
| --------------------------------------------------------------------- | --------------------------------------------------------------------- | --------------------------------------------------------------------- | --------------------------------------------------------------------- | --------------------------------------------------------------------- | --------------------------------------------------------------------- | --------------------------------------------------------------------- | --------------------------------------------------------------------- |
| 6-6-2021                                                              | Lussemburgo                                                           | Lussemburgo                                                           | 0 – 1                                                                 | Scozia                                                                | Amichevole                                                            | -                                                                     | 64’                                                                   |
| 22-6-2021                                                             | Glasgow                                                               | Croazia                                                               | 3 – 1                                                                 | Scozia                                                                | Euro 2020 - 1º turno                                                  | -                                                                     | 84’                                                                   |
| 4-9-2021                                                              | Glasgow                                                               | Scozia                                                                | 1 – 0                                                                 | Moldavia                                                              | Qual. Mondiali 2022                                                   | -                                                                     |                                                                       |
| 9-10-2021                                                             | Glasgow                                                               | Scozia                                                                | 3 – 2                                                                 | Israele                                                               | Qual. Mondiali 2022                                                   | -                                                                     | 85’                                                                   |
| 12-10-2021                                                            | Tórshavn                                                              | Fær Øer                                                               | 0 – 1                                                                 | Scozia                                                                | Qual. Mondiali 2022                                                   | -                                                                     | 83’                                                                   |
| 12-11-2021                                                            | Chișinău                                                              | Moldavia                                                              | 0 – 2                                                                 | Scozia                                                                | Qual. Mondiali 2022                                                   | 1                                                                     | 54’                                                                   |
| 24-3-2022                                                             | Glasgow                                                               | Scozia                                                                | 1 – 1                                                                 | Polonia                                                               | Amichevole                                                            | -                                                                     | 66’                                                                   |
| 29-3-2022                                                             | Vienna                                                                | Austria                                                               | 2 – 2                                                                 | Scozia                                                                | Amichevole                                                            | -                                                                     | 57’                                                                   |
| 8-6-2022                                                              | Glasgow                                                               | Scozia                                                                | 2 – 0                                                                 | Armenia                                                               | UEFA Nations League 2022-2023 - 1º turno                              | -                                                                     | 76’                                                                   |
| 14-6-2022                                                             | Erevan                                                                | Armenia                                                               | 1 – 4                                                                 | Scozia                                                                | UEFA Nations League 2022-2023 - 1º turno                              | -                                                                     | 64’                                                                   |
| 21-9-2022                                                             | Glasgow                                                               | Scozia                                                                | 3 – 0                                                                 | Ucraina                                                               | UEFA Nations League 2022-2023 - 1º turno                              | -                                                                     | 26’                                                                   |
| 25-3-2023                                                             | Glasgow                                                               | Scozia                                                                | 3 – 0                                                                 | Cipro                                                                 | Qual. Euro 2024                                                       | -                                                                     | 79’                                                                   |
| 28-3-2023                                                             | Glasgow                                                               | Scozia                                                                | 2 – 0                                                                 | Spagna                                                                | Qual. Euro 2024                                                       | -                                                                     | 82’                                                                   |
| 8-9-2023                                                              | Larnaca                                                               | Cipro                                                                 | 0 – 3                                                                 | Scozia                                                                | Qual. Euro 2024                                                       | -                                                                     | 84’                                                                   |
| 12-9-2023                                                             | Glasgow                                                               | Scozia                                                                | 1 – 3                                                                 | Inghilterra                                                           | Amichevole                                                            | -                                                                     | 89’                                                                   |
| 12-10-2023                                                            | Siviglia                                                              | Spagna                                                                | 2 – 0                                                                 | Scozia                                                                | Qual. Euro 2024                                                       | -                                                                     | 44’ 51’                                                               |
| 17-10-2023                                                            | Villeneuve d'Ascq                                                     | Francia                                                               | 4 – 1                                                                 | Scozia                                                                | Amichevole                                                            | -                                                                     | 36’ 89’                                                               |
| 16-11-2023                                                            | Tbilisi                                                               | Georgia                                                               | 2 – 2                                                                 | Scozia                                                                | Qual. Euro 2024                                                       | -                                                                     | 8’ 79’                                                                |
| 19-11-2023                                                            | Glasgow                                                               | Scozia                                                                | 3 – 3                                                                 | Norvegia                                                              | Qual. Euro 2024                                                       | -                                                                     |                                                                       |
| 22-3-2024                                                             | Amsterdam                                                             | Paesi Bassi                                                           | 4 – 0                                                                 | Scozia                                                                | Amichevole                                                            | -                                                                     | 74’                                                                   |
| 26-3-2024                                                             | Glasgow                                                               | Scozia                                                                | 0 – 1                                                                 | Irlanda del Nord                                                      | Amichevole                                                            | -                                                                     |                                                                       |
| 6-6-2025                                                              | Glasgow                                                               | Scozia                                                                | 1 – 3                                                                 | Islanda                                                               | Amichevole                                                            | -                                                                     | 79’                                                                   |
| 9-6-2025                                                              | Vaduz                                                                 | Liechtenstein                                                         | 0 – 4                                                                 | Scozia                                                                | Amichevole                                                            | -                                                                     | 68’                                                                   |
| Totale                                                                |                                                                       | Presenze                                                              | 23                                                                    |                                                                       | Reti                                                                  | 1                                                                     |                                                                       |

| Cronologia completa delle presenze e delle reti in nazionale ― Scozia under 21 | Cronologia completa delle presenze e delle reti in nazionale ― Scozia under 21 | Cronologia completa delle presenze e delle reti in nazionale ― Scozia under 21 | Cronologia completa delle presenze e delle reti in nazionale ― Scozia under 21 | Cronologia completa delle presenze e delle reti in nazionale ― Scozia under 21 | Cronologia completa delle presenze e delle reti in nazionale ― Scozia under 21 | Cronologia completa delle presenze e delle reti in nazionale ― Scozia under 21 | Cronologia completa delle presenze e delle reti in nazionale ― Scozia under 21 |
| Data                                                                           | Città                                                                          | In casa                                                                        | Risultato                                                                      | Ospiti                                                                         | Competizione                                                                   | Reti                                                                           | Note                                                                           |
| ------------------------------------------------------------------------------ | ------------------------------------------------------------------------------ | ------------------------------------------------------------------------------ | ------------------------------------------------------------------------------ | ------------------------------------------------------------------------------ | ------------------------------------------------------------------------------ | ------------------------------------------------------------------------------ | ------------------------------------------------------------------------------ |
| 8-9-2020                                                                       | Vilnius                                                                        | Lituania under 21                                                              | 0 – 1                                                                          | Scozia under 21                                                                | Qual. Europeo Under-21 2021                                                    | -                                                                              | 17’                                                                            |
| 9-10-2020                                                                      | Paisley                                                                        | Scozia under 21                                                                | 2 – 0                                                                          | Rep. Ceca under 21                                                             | Qual. Europeo Under-21 2021                                                    | -                                                                              |                                                                                |
| 13-10-2020                                                                     | Serravalle                                                                     | San Marino under 21                                                            | 0 – 7                                                                          | Scozia under 21                                                                | Qual. Europeo Under-21 2021                                                    | -                                                                              |                                                                                |
| 12-11-2020                                                                     | Edimburgo                                                                      | Scozia under 21                                                                | 2 – 2                                                                          | Croazia under 21                                                               | Qual. Europeo Under-21 2021                                                    | -                                                                              |                                                                                |
| Totale                                                                         |                                                                                | Presenze                                                                       | 4                                                                              |                                                                                | Reti                                                                           | 0                                                                              |                                                                                |

## Palmarès

### Club

#### Competizioni nazionali
- Campionato scozzese: 1

Rangers: 2020-2021